# Platysmacheilus
Platysmacheilus is een geslacht van straalvinnige vissen uit de familie van eigenlijke karpers (Cyprinidae).

## Soorten
- Platysmacheilus exiguus (Lin, 1932)
- Platysmacheilus longibarbatus Lu, Luo & Chen, 1977
- Platysmacheilus nudiventris Luo, Le & Chen, 1977
- Platysmacheilus zhenjiangensis Ni, Chen & Zhou, 2005